# Roma-Napoli-Roma 1953
La Roma-Napoli-Roma 1953, trentesima edizione della corsa, si svolse dal 22 al 26 aprile 1953 su un percorso di 984,9 km, suddiviso su 5 tappe (la prima, seconda e l'ultima suddivise in 2 semitappe). La vittoria fu appannaggio dell'italiano Fiorenzo Magni, che completò il percorso in 27h04'21", precedendo il belga Stan Ockers ed il connazionale Bruno Monti.

## Tappe
| Tappa  | Data      | Percorso            | km    | Vincitore di tappa | Leader cl. generale |
| ------ | --------- | ------------------- | ----- | ------------------ | ------------------- |
| 1ª-1   | 22 aprile | Roma > Terni        | 95,5  | Guido De Santi     | Guido De Santi      |
| 1ª-2   | 22 aprile | Terni > L'Aquila    | 99,4  | Giorgio Albani     | ?                   |
| 2ª-1   | 23 aprile | L'Aquila > Sulmona  | 68    | Giuseppe Minardi   | ?                   |
| 2ª-2   | 23 aprile | Sulmona > Frosinone | 165   | Hugo Koblet        | ?                   |
| 3ª     | 24 aprile | Frosinone > Caserta | 161   | Hugo Koblet        | ?                   |
| 4ª     | 25 aprile | Caserta > Napoli    | 97    | Stan Ockers        | ?                   |
| 5ª-1   | 26 aprile | Napoli > Latina     | 174   | Fiorenzo Magni     | ?                   |
| 5ª-2   | 26 aprile | Latina > Roma       | 125   | Bruno Monti        | Fiorenzo Magni      |
| Totale | Totale    | Totale              | 984,9 |                    |                     |

## Dettagli delle tappe

### 1ª tappa, 1ª semitappa
- 22 aprile: Roma > Terni – 95,5 km

Risultati
| Pos. | Corridore        | Squadra  | Tempo    |
| ---- | ---------------- | -------- | -------- |
| 1    | Guido De Santi   | Colomb   | 2h38'20" |
| 2    | Giancarlo Astrua | Atala    | s.t.     |
| 3    | Rolf Graf        | La Perle | s.t.     |

| Pos. | Corridore      | Squadra | Tempo |
| ---- | -------------- | ------- | ----- |
| 1    | Guido De Santi | Colomb  | ?     |

### 1ª tappa, 2ª semitappa
- 22 aprile: Terni > L'Aquila – 99,4 km

Risultati
| Pos. | Corridore        | Squadra | Tempo    |
| ---- | ---------------- | ------- | -------- |
| 1    | Giorgio Albani   | Legnano | 3h09'54" |
| 2    | Giancarlo Astrua | Atala   | a 7"     |
| 3    | Gino Bartali     | Bartali | a 13"    |

| Pos. | Corridore | Squadra | Tempo |
| ---- | --------- | ------- | ----- |
| 1    | ?         | ?       | ?     |

### 2ª tappa, 1ª semitappa
- 23 aprile: L'Aquila > Sulmona – 68 km

Risultati
| Pos. | Corridore         | Squadra | Tempo    |
| ---- | ----------------- | ------- | -------- |
| 1    | Giuseppe Minardi  | Legnano | 1h50'37" |
| 2    | Giovanni Corrieri | Bartali | a 6"     |
| 3    | Stan Ockers       | Peugeot | a 10"    |

| Pos. | Corridore | Squadra | Tempo |
| ---- | --------- | ------- | ----- |
| 1    | ?         | ?       | ?     |

### 2ª tappa, 2ª semitappa
- 23 aprile: Sulmona > Frosinone – 165 km

Risultati
| Pos. | Corridore       | Squadra  | Tempo    |
| ---- | --------------- | -------- | -------- |
| 1    | Hugo Koblet     | La Perle | 4h52'36" |
| 2    | Fiorenzo Magni  | Ganna    | s.t.     |
| 3    | Luciano Maggini | Atala    | s.t.     |

| Pos. | Corridore | Squadra | Tempo |
| ---- | --------- | ------- | ----- |
| 1    | ?         | ?       | ?     |

### 3ª tappa
- 24 aprile: Frosinone > Caserta – 161 km

Risultati
| Pos. | Corridore      | Squadra  | Tempo    |
| ---- | -------------- | -------- | -------- |
| 1    | Hugo Koblet    | La Perle | 4h21'06" |
| 2    | Bruno Monti    | Arbos    | s.t.     |
| 3    | Fiorenzo Magni | Ganna    | a 24"    |

| Pos. | Corridore | Squadra | Tempo |
| ---- | --------- | ------- | ----- |
| 1    | ?         | ?       | ?     |

### 4ª tappa
- 25 aprile: Caserta > Napoli – 97 km

Risultati
| Pos. | Corridore      | Squadra  | Tempo    |
| ---- | -------------- | -------- | -------- |
| 1    | Stan Ockers    | Peugeot  | 2h09'34" |
| 2    | Fiorenzo Magni | Ganna    | a 36"    |
| 3    | Hugo Koblet    | La Perle | a 1'06"  |

| Pos. | Corridore | Squadra | Tempo |
| ---- | --------- | ------- | ----- |
| 1    | ?         | ?       | ?     |

### 5ª tappa, 1ª semitappa
- 26 aprile: Napoli > Latina – 174 km

Risultati
| Pos. | Corridore      | Squadra | Tempo    |
| ---- | -------------- | ------- | -------- |
| 1    | Fiorenzo Magni | Ganna   | 4h45'44" |
| 2    | Stan Ockers    | Peugeot | a 36"    |
| 3    | Wim van Est    | Garin   | a 1'06"  |

| Pos. | Corridore | Squadra | Tempo |
| ---- | --------- | ------- | ----- |
| 1    | ?         | ?       | ?     |

### 5ª tappa, 2ª semitappa
- 26 aprile: Latina > Roma – 125 km

Risultati
| Pos. | Corridore      | Squadra | Tempo    |
| ---- | -------------- | ------- | -------- |
| 1    | Bruno Monti    | Arbos   | 3h10'23" |
| 2    | Stan Ockers    | Peugeot | a 3"     |
| 3    | Fiorenzo Magni | Ganna   | a 1'03"  |

| Pos. | Corridore      | Squadra | Tempo     |
| ---- | -------------- | ------- | --------- |
| 1    | Fiorenzo Magni | Ganna   | 27h04'21" |
| 2    | Stan Ockers    | Peugeot | a 30"     |
| 3    | Bruno Monti    | Arbos   | a 4'21"   |

## Classifiche finali

### Classifica generale
| Pos. | Corridore        | Squadra             | Tempo     |
| ---- | ---------------- | ------------------- | --------- |
| 1    | Fiorenzo Magni   | Ganna-Ursus         | 27h04'21" |
| 2    | Stan Ockers      | Peugeot-Dunlop      | a 30"     |
| 3    | Bruno Monti      | Arbos               | a 4'21"   |
| 4    | Hugo Koblet      | La Perle-Hutchinson | a 4'38"   |
| 5    | Guido De Santi   | Colomb-Manera       | a 5'23"   |
| 6    | Giorgio Albani   | Legnano-Pirelli     | a 6'57"   |
| 7    | Giancarlo Astrua | Atala-Pirelli       | a 7'04"   |
| 8    | Ferdi Kübler     | La Perle-Hutchinson | a 11'14"  |
| 9    | Adolfo Grosso    | Benotto-Levriere    | a 12'32"  |
| 10   | Luciano Ciancola | Arbos               | a 12'34"  |